# Фултон (Мериленд)
Фултон (енгл. Fulton) насељено је место без административног статуса у америчкој савезној држави Мериленд.

## Демографија
По попису из 2010. године број становника је 2.049.
| Група             | 2000.    | 2010.         |
| Белци             | 0 (0,0%) | 1.421 (69,4%) |
| Афроамериканци    | 0 (0,0%) | 185 (9,0%)    |
| Азијати           | 0 (0,0%) | 304 (14,8%)   |
| Хиспаноамериканци | 0 (0,0%) | 52 (2,5%)     |
| Укупно            | 0        | 2.049         |